# الكسندر لوبانوف
الكسندر لوبانوف (4 يناير 1986 بطشقند في أوزبكستان - ) هو لاعب كرة قدم أوزبكستاني في مركز حراسة المرمى. شارك مع منتخب أوزبكستان لكرة القدم. أما مع النوادي، فقد لعب مع نادي باختاكور طشقند ونادي برسبوليس ونادي سوغديانا جيزك وFC Bukhara ‏ وAral Samalı PFK ‏ وFC Akzhayik ‏ وFC Kaisar ‏.

## وصلات خارجية
- الكسندر لوبانوف على موقع إي إس بي إن إف سي (الإنجليزية)
- الكسندر لوبانوف على موقع قاعدة بيانات كرة القدم.إي يو (الإنجليزية)
- الكسندر لوبانوف على موقع ناشيونال فوتبول تيمز (الإنجليزية)
- الكسندر لوبانوف على موقع Soccerway.com (الإنجليزية)